# Linguadoca (provincia)
La Linguadoca (anticamente Linguadoco; in francese Languedoc; in occitano Lengadòc) è una regione storica della Francia.
L'antica provincia derivava il suo nome dalla lingua che vi si parlava, l'occitano o lingua d'oc – in contrapposizione al nord della Francia, detto anche «terra della lingua d'oïl» – laddove òc e oïl erano le rispettive forme per la parola "sì".
Il territorio dell'antica provincia di Linguadoca corrisponde con buona approssimazione a quello delle ex regioni amministrative di Linguadoca-Rossiglione e Midi-Pirenei, dal 2016 unite in una nuova regione che ha preso il nome di Occitania.

## Storia
La Linguadoca corrisponde in gran parte alla provincia romana Narbonensis I, più tardi chiamata Settimania. I Visigoti, che la conquistarono nel V secolo, le diedero il nome di Gotia.
Nell'VIII secolo i Saraceni l'occuparono temporaneamente ma ne furono cacciati da Carlo Martello, Pipino il Breve e Carlo Magno. La Linguadoca divenne quindi, sotto la dominazione dei Franchi, il ducato di Settimania, ben presto indipendente; nel X secolo si fuse con la Contea di Tolosa.
In seguito alla Crociata albigese, Amaury VI de Montfort, cui spettava di diritto la contea, la cedette al Re di Francia Luigi VIII, e la cessione fu confermata nel 1229 da un trattato fra Raimondo VII di Tolosa e Luigi IX.

### Preistoria e antichità
Durante la preistoria erano popolate solo le zone collinari settentrionali, non le pianure, malsane e paludose: nel Neolitico vi abitava popolazione di montanari che, nel Calcolitico, ci ha lasciato tracce sotto forma di stele scolpite rappresentanti guerrieri.
Durante l'Età del ferro la regione era occupata da popolazioni iberiche che fondarono l'oppidum d'Ensérune e valorizzarono la regione circostante.
Verso la fine del III secolo a.C. un'ondata migratoria celtica, i Volci, colonizzò i territori contigui, a oriente e occidente di quella prima colonia iberica; fondarono per capitali ad ovest Tolosa (Volci Tectosagi), e a est Nîmes (Volci Arecomici).
Gli eserciti cartaginesi, partiti alla conquista dell'Italia, attraversarono la regione, allora sotto la dominazione di un principe arverno, il quale li fornì di guide per attraversare le Alpi.
I marinai greci fondarono una colonia ad Agde e le loro leggende assimilarono la regione ai Campi Elisi, dove Eracle, partito alla conquista dei pomi d'oro del giardino delle Esperidi, avrebbe incontrato e sposato la ninfa Galatea, da cui gli abitanti del luogo, Galates o Galli, avrebbero tratto il nome. Vennero a patti coi Romani nel I secolo d.C., quando la regione fu attraversata dalle legioni di Domiziano
Ensérune fu abbandonata come capitale militare per una nuova città creata per pacificare la provincia, Narbona, che divenne a sua volta la capitale della Gallia Narbonense. L'asse viaria esistente, in direzione est-ovest, venne pavimentata e collegata alla rete stradale romana, diventando la via Domitia, che collegava Roma a Tarragona, seconda città dell'Impero.
Nel IV secolo la regione è cristianizzata da san Sernino.

### Il regno visigoto
Al principio del V secolo la Linguadoca subì le invasioni dei Vandali. Qualche anno più tardi i Visigoti presero il controllo della regione, dopo che i Romani ebbero ceduto loro Aquitania e Narbonense in qualità di confederati. Il regno visigoto comprendeva quindi la parte meridionale della Francia e la Spagna, con Tolosa come capitale che visse un periodo d'oro nel V secolo prima che l'aristocrazia visigota si trasferisse a Toledo
Contrariamente agli altri invasori i Visigoti non fecero tabula rasa delle istituzioni preesistenti e perpetuarono il diritto romano, sintetizzandone un diritto romano-germanico che trovò espressione nella Lex Romana Visigothorum; la persistenza del diritto romano permise la continuità di un alto grado di civilizzazione. La Linguadoca beneficiò anche di un diritto feudale attenuato che permise l'emergere di una borghesia cittadina.

### Formazione della Linguadoca
I visigoti erano ariani, come la maggioranza dei popoli dell'Impero a quel tempo: le relazioni fra Clodoveo I col Papato fornirono ai Franchi gli argomenti sufficienti per pretendere l'annessione della regione nel VI secolo; seguì un lungo periodo di disordini. La Settimania, i dintorni di Narbona, restò sotto il dominio visigoto e in relazioni pacifiche coi musulmani, il che diede pretesto alla spedizione punitiva di Carlo Martello che nel 719 devastò l'Occitania.
Carlo Magno legò Tolosa ad uno dei suoi figli col titolo di "Regno d'Aquitania" nel 778, con tutto il Meridione, dal Rodano all'Atlantico, in vista di federarsi per la riconquista della Spagna. L'amministrazione di tutto quell'immenso territorio fu affidata ai Conti di Tolosa, che continuarono a combattere i Mori per riconquistare i territori della Gallia Narbonense; da tale competizione feudale nacque la Linguadoca.
Raimondo IV, detto Raimondo de Saint Gilles, (1042 – 1115) ingrandì il proprio dominio, per matrimonio ed eredità, annettendovi le contee di Rouergue, di Nîmes, di Narbona, di Gévaudan, d'Agde, di Béziers, e d'Uzès. Ma i suoi figli e successori non riuscirono a mantenere la propria autorità sulla Linguadoca e il potere venne esercitato dai visconti. Poco a poco il sud della regione passò sotto la sovranità dei conti di Barcellona e dei Sovrani d'Aragona, che divennero per matrimonio conti di Gévaudan e signori di Montpellier.

### Il catarismo e l'annessione al regno di Francia

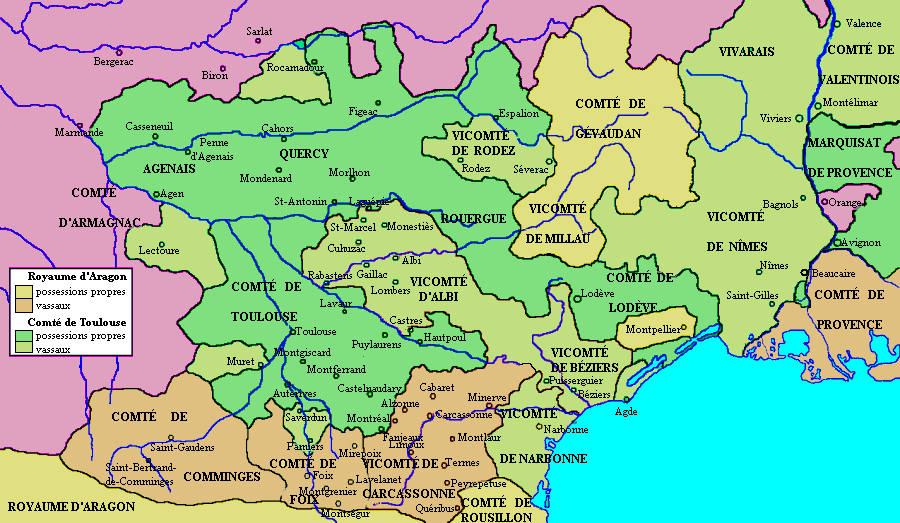
La contea di Linguadoca nel 1209, prima della Crociata dei baroni.

Tra il 1150 e il 1250 in molte parti dell'Europa meridionale, con punte di densità maggiori in aree come la Linguadoca, la Provenza e la Lombardia, si diffuse il catarismo, bollato dalla Chiesa cattolica come eresia. La relativa tolleranza praticata dai signori di Provenza e dal conte di Tolosa (ed anche da alcuni ecclesiastici come i vescovi di Tolosa e Carcassonne e l'arcivescovo di Narbona) nei confronti dei predicatori catari fu pretesto al re di Francia per annettere le regioni meridionali dichiarando la Crociata albigese.
Nel 1229 Alfonso di Poitiers, figlio di Luigi VIII di Francia e fratello di Luigi IX, ereditò dal conte di Tolosa e sposò Giovanna di Tolosa, figlia del conte Raimondo VII; alla di lei morte senza eredi la regione fu amministrata per conto del re di Francia da tre sénéchaussée: Tolosa, Carcassonne e Beaucaire. Più tardi la Linguadoca venne amministrata in due généralité: Montpellier e Tolosa. L'intendente risiedeva a Montpellier e il parlamento a Tolosa. Nel 1271 la contea di Tolosa venne finalmente riunita alla Corona da Filippo III.
Nacque così la Languedoc royal che resistette sino alla Rivoluzione, conservando i propri usi, la propria lingua e la propria amministrazione specifica. Tale Linguadoca storica corrisponde all'antica contea di Tolosa e comprende il Vivarese, il Velay e il Gévaudan.
Le Linguadoca, una delle prime grandi provincie riunite alla Corona, perse la sua autonomia ma influenzò profondamente con la propria cultura latina la monarchia francese ancora permeata dall'influsso culturale germanico. La provincia fu sempre garante della coesione del territorio reale, anche nei periodi più travagliati come la guerra dei cent'anni dove respinse la dominazione inglese in Aquitania, così come davanti alla pressione del Sacro Romano Impero verso le rive del Rodano.

### Epoca moderna

Mappa della regione Occitana con i dipartimenti e le provincie che insistevano sul territorio a tutto il XVIII secolo.

Nel XVIII secolo l'intendenza di Linguadoca comprendeva due généralité: Montpellier e Tolosa; nel 1790-1791 ci fu l'istituzione dei dipartimenti: dall'intendenza della Linguadoca nacquero i dipartimenti dell'Ardèche, del Gard, dell'Hérault, dell'Aude, del Tarn, della Lozère, una gran parte dell'Alta Loira e dell'Alta Garonna ed una piccola parte dell'Ariège e dei Pirenei Orientali (Fenouillèdes)